# Carlos Lozano y Lozano
Carlos Lozano y Lozano (Fusagasugá, 31 de enero de 1904-Bogotá, 13 de febrero de 1952) fue un político, abogado, diplomático y estadista colombiano, miembro del Partido Liberal Colombiano.
Lozano fue designado presidencial y se encargó del gobierno durante agosto de 1942, en reemplazo del titular Alfonso López Pumarejo, que fue de visita a Venezuela. También ocupó varios cargos relevantes siendo ministro en distintas carteras y gobiernos.
Murió de manera trágica y prematura, con 48 años, en la vía a Chiquinquirá, en un confuso accidente víal.

## Biografía
Carlos nació en Fusagasugá, entonces parte de Bogotá, el 31 de enero de 1904, en un hogar acomodado de la capital colombiana.
Estudió en Santa Fe, en el Colegio de Nuestra Señora del Rosario, del cual salió como bachiller.
Decidió estudiar derecho y se graduó en 1924. Viajó Lima, Perú, como adjunto de la legación de Colombia ante el gobierno de ese país y adelantó cursos jurídicos en la Universidad de San Marcos. Después, en Roma, se especializó en Derecho Penal, como discípulo de Enrico Ferri, completando el ciclo de su formación académica en La Sorbona.

### Trayectoria política
Tras volver a Colombia de cursar sus estudios de educación superior, Lozano y Lozano fue elegido diputado a la Asamblea del Departamento del Tolima y luego, representante a la Cámara por ese departamento.
En 1930 tomó parte en el ascenso del liberalismo al poder y ocupó altas posiciones del Estado desde ese entonces: gobernador de Tolima, desde agosto hasta noviembre de 1930; participa en diversas legislaturas del Congreso Nacional como representante y senador elegido por varias circunscripciones en forma casi ininterrumpida en cuatro lustros; preside el Gran Consejo Electoral en 1934 y se desempeñó como catedrático en algunas universidades de la capital.
Viajó a París en 1935, como ministro de Colombia en Francia; al año siguiente dirigió la legación en España y en 1937 reasumió el cargo en París. Delegado de Colombia a dos de las asambleas de la Sociedad de las Naciones.
Al regresar a su país, presidió la Cámara de Representantes, y resultó elegido segundo designado a la Presidencia de la República y le correspondió presidir el Consejo de Estado desde el mes de octubre de 1937. Ministro de Gobierno, de agosto de 1938 hasta noviembre de 1939, habiéndosele encargado del Ministerio de Relaciones Exteriores. Embajador en los Estados Unidos del Brasil hasta julio de 1942.

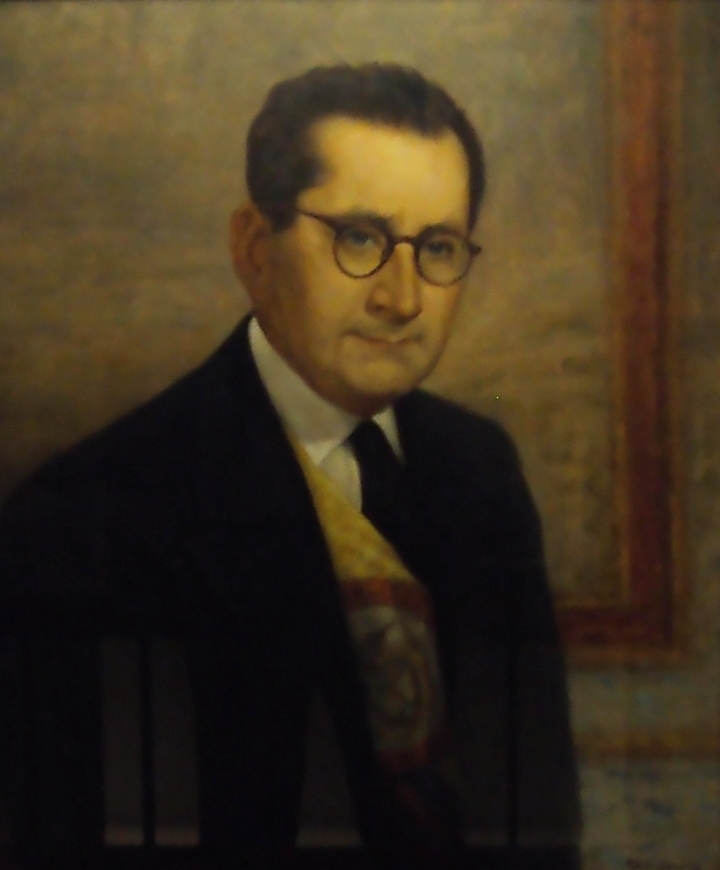
Retrato presidencial de Lozano, en el Museo Nacional de Colombia, Bogotá.

### Presidencia
Lozano y Lozano fue elegido como primer designado a la Presidencia de la República, y le correspondió encargarse del gobierno entre el 8 y el 19 de octubre de 1942, durante la visita oficial realizada por el presidente Alfonso López Pumarejo a Venezuela. 
Regresando López al país, Lozano volvió a sus labores personales.

## Postpresidencia
Entre agosto y octubre de 1943 se desempeñó como ministro de Educación Nacional, y ejerció la cartera de Relaciones Exteriores hasta julio de 1944. Tras dejar la Cancillería viajó a Santiago como embajador de Colombia en Chile. 
En 1946, Lozano y Lozano dirigió la campaña presidencial del liberalismo, que optaba por poner en la presidencia a Gabriel Turbay. Sin embargo, la división del partido por la candidatura de Jorge Eliecer Gaitán derivó en la victoria del conservador Mariano Ospina Pérez.
Más adelante, Lozano volvió a desempeñar la cartera de Relaciones en el gobierno de Ospina, de 1946 a 1947; luego fue magistrado de la Corte Electoral y finalmente fue nombrado delegado por Colombia en la X Conferencia Internacional Americana de Bogotá, celebrada entre el 30 de marzo y abril de 1948. Durante la conferencia, fue asesinado Gaitán y la ciudad fue presa del caos en el evento conocido como El Bogotazo.
En sus últimos años se dedicó al ejercicio de la profesión, a la cátedra, a las labores académicas y a las actividades de la Corte Electoral que presidió en 1949, durante la crisis electoral que llevó a la presidencia a Laureano Gómez. Los vaivenes políticos lo alejaron de la vida pública, lo que, sumado a su intenso trabajo, le llevaron a desarrollar una profunda depresión.
Carlos Lozano y Lozano murió trágicamente en inmediaciones de Bogotá, el 13 de febrero de 1952, a los 48 años. Según las versiones, Lozano tomó un taxi en la calle 13 con carrera 9 en Bogotá, y sin rumbo aparente terminó en la vía que conduce a Chiquinquirá, en Boyacá. Su cuerpo fue encontrado al lado de los rieles del ferrocarril local, y de acuerdo con lo que prensa de la época, fue arrollado por el segundo vagón de la máquina locomotora.

## Familia
Carlos era hijo de Fabio Lozano Torrijos y Ester Lozano y Alfaro, parientes entre sí. Su padre era un afamado historiador y diplomático colombiano.
Sus hermanos fueron Fabio (quien sirvió en múltiples carteras gubernamentales), Ester, Lucía y Juan Lozano y Lozano, escritor, poeta, político y diplomático liberal. Juan fue padre del escritor y político Juan Lozano Provenzano, quien, a su vez, era el padre del periodista, diplomático, escritor y político colombiano Juan Lozano Ramírez.

### Matrimonio y descendencia
Carlos contrajo matrimonio en Bogotá, el 6 de julio de 1929, en la capilla de la Universidad del Rosario, su alma mater, con Isabel Ortiz Márquez. Con Isabel, Carlos tuvo a sus dos hijos, Margarita Lozano Ortiz
Margarita contrajo matrimonio con uno de los hermanos del médico colombiano Jorge Cavelier Gaviria. Por su parte, su cuñado Germán Cavelier estaba casado con Inés Franco Holguín, nieta del expresidente Jorge Holguín Mallarino y de su esposa Cecilia Arboleda Mosquera, sobrina nieta del expresidente Carlos Holguín Mallarino, puesto que era descendiente de la hija mayor del general Holguín, Matilde Holguín Arboleda.